# Polla albipuncta
Polla albipuncta är en fjärilsart som beskrevs av W. Warren 1906. Polla albipuncta ingår i släktet Polla och familjen mätare. Inga underarter finns listade i Catalogue of Life.